# 潘文鳳
潘文鳳（？—？），清朝官員。

## 生平
同治六年（1867年）署福清县。於1892年奉旨台灣府糧捕海防通判，為台灣清治時期後期的澎湖地方政府主官。前身為台灣府糧捕海防通判的該職位，駐守於澎湖地方，主管政經軍事，官職品等為正六品。